# Hugon, The Mighty
Hugon, The Mighty er en amerikansk stumfilm fra 1918 af Rollin S. Sturgeon.

## Medvirkende
- Monroe Salisbury som Hugon
- Marjorie Bennett som Marie
- Antrim Short som Gabriel
- Thomas Persse
- George Holt som Roque